# Sampler
En sampler er et elektronisk optageudstyr, der gør det muligt at optage ganske små bidder af musik, lyde, stemmer eller andet og afspille dette igen, i hurtigere eller langsommere tempo og dermed skabe nye lydbilleder og sammenhænge.

## Samplerens historie
Samplerens historie går helt tilbage til de første eksperimenter med lydcollager på GRM, i Paris ledt af blandt andet Pierre Schaeffer, hvis forskning i båndteknik førte til udviklingen af Mellotronen, som var et af de foretrukne keyboardinstrumenter blandt 1970'ernes progressive rockbands. Da den første elektroniske sampler, Fairlight CMI udkom i 1979 var den en revolution i musikindustrien, og blev snarligt anvendt af de førende stjerner i den voksende verden af elektronisk musik. De mest kendte tidlige anvendere var fx: Jean-Michel Jarre, Peter Gabriel. Da digitale personlige computere blev kraftigere og kraftigere i 1990'erne, begyndte en ny generation af samplere at vokse frem – nemlig virtuelle samplere, som afvikles på computerens hardware.